# Kacang Botor
Kacang Botor is een bestuurslaag in het regentschap Belitung van de provincie Bangka-Belitung, Indonesië. Kacang Botor telt 2109 inwoners (volkstelling 2010).